# Aleksandr Wasiljew (muzyk)
Aleksandr Gieorgijewicz Wasiljew (ros. Александр Георгиевич Васильев; ur. 15 lipca 1969 w Leningradzie) – rosyjski muzyk rockowy, wokalista, gitarzysta, autor muzyki i tekstów piosenek, poeta oraz malarz, od 1994 roku lider grupy Splean.

## Życiorys
Urodził się w Leningradzie w 1969 roku. Jego ojciec był inżynierem, a matka nauczycielką języka rosyjskiego. Pierwsze pięć lat swojego dzieciństwa spędził we Freetown w Sierra Leone, gdzie jego ojciec pracował przy budowie portu, a matka uczyła języka rosyjskiego i literatury w szkole przy ambasadzie radzieckiej.
W 1974 roku rodzina Wasiliewów wróciła do ZSRR i mieszkała do 1976 roku w litewskim mieście Jeziorosy, po czym wróciła do Leningradu.
W 1980 roku siostra podarowała Wasiliewowi szpulę z taśmą, na której z jednej strony zarejestrowano piosenki popularnej wówczas grupy Maszyna Wriemieni, a z drugiej – grupy Woskiesienije. W wieku 12 lat dotarł na swój pierwszy koncert – zespołu Maszyna Wriemieni – który zrobił na nim duże wrażenie. Postanowił wtedy całkowicie poświęcić się muzyce rockowej.
W 1986 roku wstąpił na Leningradzki Instytut Oprzyrządowania Lotniczego. Podczas swoich lat studenckich pracował w niepełnym wymiarze godzin w Fabryce Cukierniczej im. N.K. Krupskiej i przy budowie kolejki torfowej w rejonie Tweru. Po dwóch latach nauki w 1988 roku opuścił instytut.
Już wcześniej, w 1987 roku zorganizował grupę Mitra, w skład której wchodził m.in. Oleg Kuwajew (przyszły twórca serii filmów animowanych Masjani). W 1988 roku grupa próbowała dołączyć do Leningradzkiego Rock Klubu, ale nie została do niego dopuszczona z powodu negatywnej opinii Anatolija Gunickiego z zespołu Akwarium. W 1988 roku Wasiliew rozpoczął zasadniczą służbę wojskową w batalionie budowlanym, gdzie napisał piosenki, które później znalazły się na płycie Pyl’naja Byl'.
Po powrocie z wojska wstąpił na wydział ekonomii Leningradzkiego Państwowego Instytutu Teatru, Muzyki i Kinematografii im. N.K. Czerkasowa, ale ponownie nie ukończył nauki. Wkrótce dostał pracę jako operator sceny w Teatrze Komedii im. N.P. Akimowa w Petersburgu, a później przeniósł się na podobne stanowisko w Buff Theatre, gdzie pracował także Aleksandr Morozow jako reżyser dźwięku. Przedstawił on Wasiliewa przyszłemu klawiszowcowi grupy Splean, Nikołajowi Rostowskiemu.
W maju 1994 roku Aleksandr Wasiliew, Aleksandr Morozow jako gitarzysta basowy i Nikołaj Rostowski w roli klawiszowca nagrali w studiu dźwiękowym teatru płytę Pyl’naja Byl' (Wasiliew był na niej solistą i autorem 11 z 12 piosenek). 27 maja 1994 roku odbyło się spotkanie poświęcone oficjalnemu wydaniu płyty, datę tę uważa się za symboliczne powstanie zespołu rockowego Splean, którego niekwestionowanym liderem od początku istnienia do chwili obecnej pozostaje Aleksandr Wasiliew.
W kwietniu 2004 roku ukazał się jedyny solowy album Wasiliewa: Cziernowiki.
W sumie nagrał 15 albumów studyjnych w ramach zespołu Splean. Wśród nich: Kolliekcionier orużija (1996), Granatowyj al’bom (1998), Altawista (1999), Nowyje ljdui (2003), Riewiersiwnaja chronika sobytij (2004), Signał iz Kosmosa (2009), Kliucz do szyfra (2016), Wstriecznaja połosa (2018). Ostatni do tej pory krążek, Wira i maina, został wydany w 2020 roku.
W 2018 roku ukazał się zbiór wierszy Aleksandra Wasiliewa pt. Splin. Wies’ etot bried (w dosłownym tłumaczeniu: Splean. Cała ta bzdura).
Wasiliew maluje także obrazy. W listopadzie 2008 roku w Galerii Wrubliowskiej w Moskwie odbyła się pierwsza osobista wystawa jego obrazów.

## Cechy twórczości
Pierwszy album Wasiljewa, Pyl’naja Byl', powstał pod wrażeniem twórczości takich muzyków jak: Borys Griebienszczikow, Andriej Makariewicz, Ilja Kormilcew i Wiaczesław Butusow. Później twórczość artysty przesunęła się w stronę rosyjskojęzycznej wersji brit popu; jaskrawym reprezentantem tego etapu twórczości Wasiliewa jest Granatowyj al’bom, przypominający twórczość zespołów Oasis czy Blur. W połowie 2000 roku twórczość Spleanu przeniosła się na pole eksperymentów z formą muzyczną: ciężki jednowymiarowy rock i grafomanię.
Temat Petersburga pozostaje przekrojowy dla twórczości Wasiljewa na wszystkich jej etapach i jest swoistą wizytówką tego wykonawcy i poety.

## Życie prywatne
Jego pierwszą żoną (od 1999 roku) była Aleksandra. Przed ślubem znali się od dwunastu lat. 12 października 2006 urodził się ich pierwszy syn, Leonid. Piosenka Son z albumu Rozdwojenije licznosti jest dedykowana temu wydarzeniu. Jego drugą żoną jest Olga; w lutym 2014 roku Aleksandr miał z nią drugiego syna, Romana. W grudniu 2018 roku urodziła im się córka Nina.

## Gitary
Obecnie na koncertach Wasiliew gra na przemian na dwóch instrumentach: na gitarze elektroakustycznej firmy Gibson Acoustic Songwriter Deluxe Studio EC i na gitarze elektrycznej od Fender Telecaster.